# Belba montana
Belba montana är en kvalsterart som först beskrevs av Kulczynski 1902.  Belba montana ingår i släktet Belba och familjen Damaeidae. Inga underarter finns listade.